# Glarnské Alpy

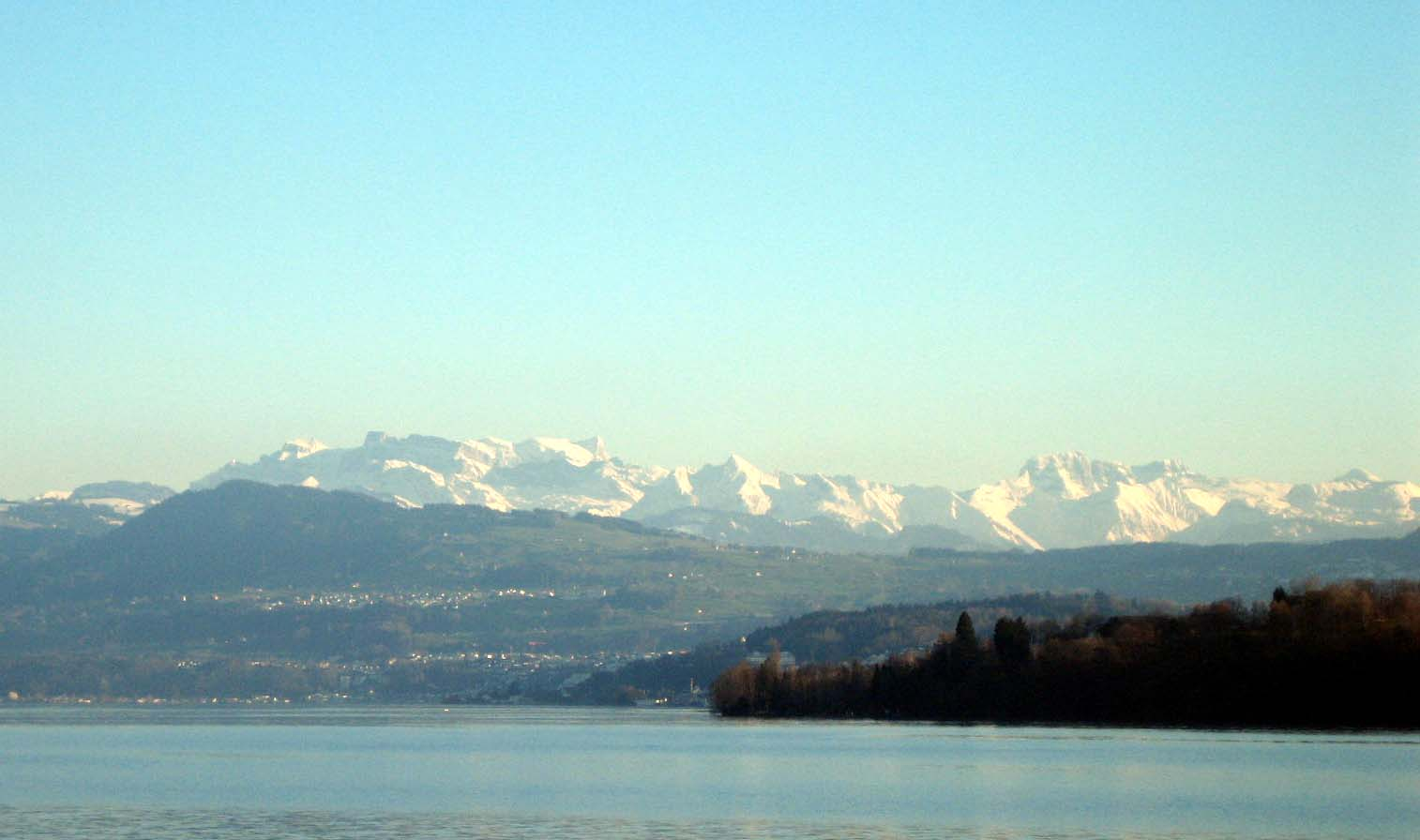
Glarnské Alpy

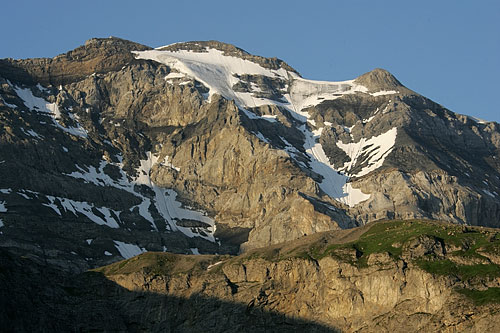
Clariden - 3 267 m

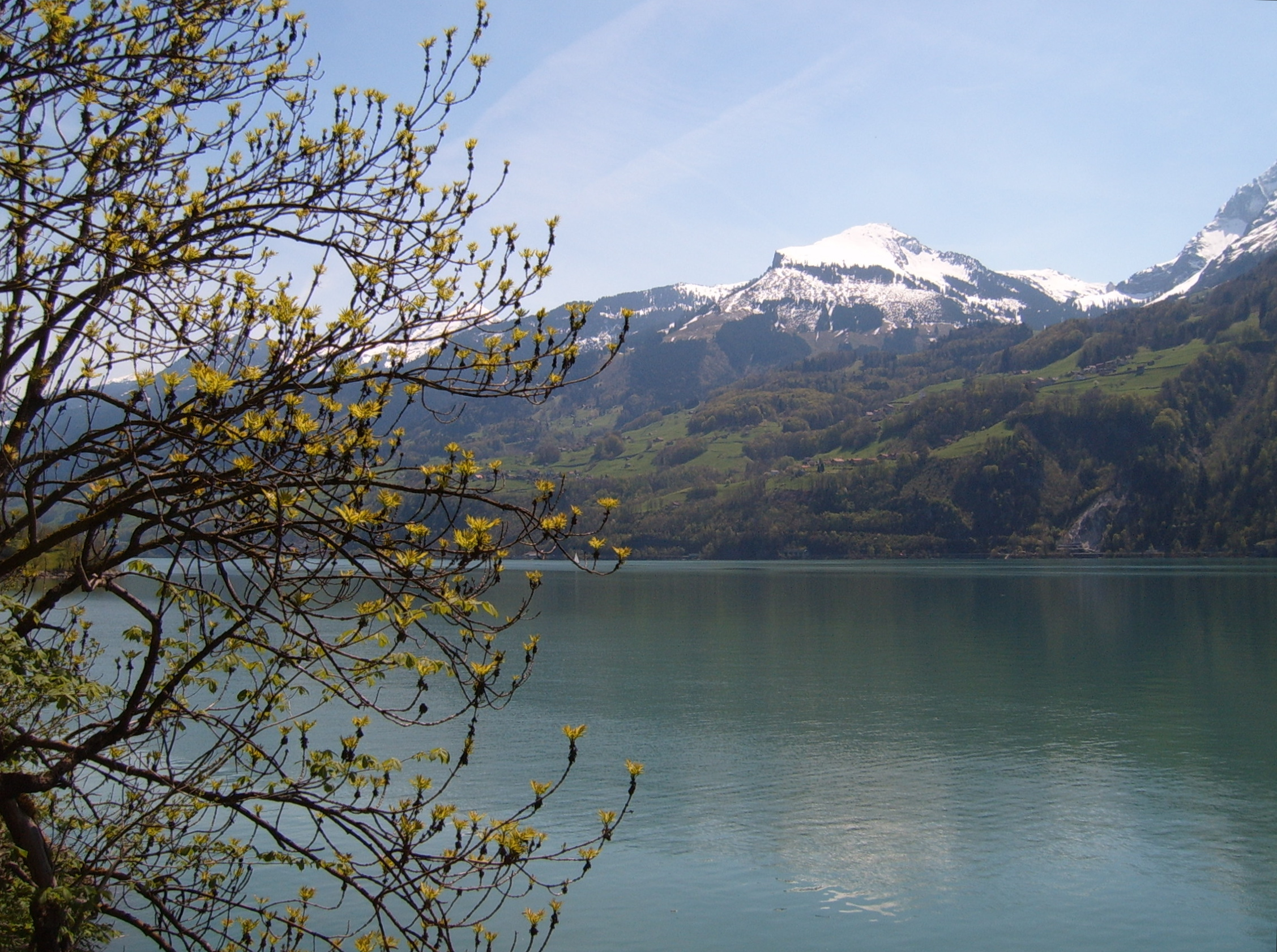
jezero Walensee

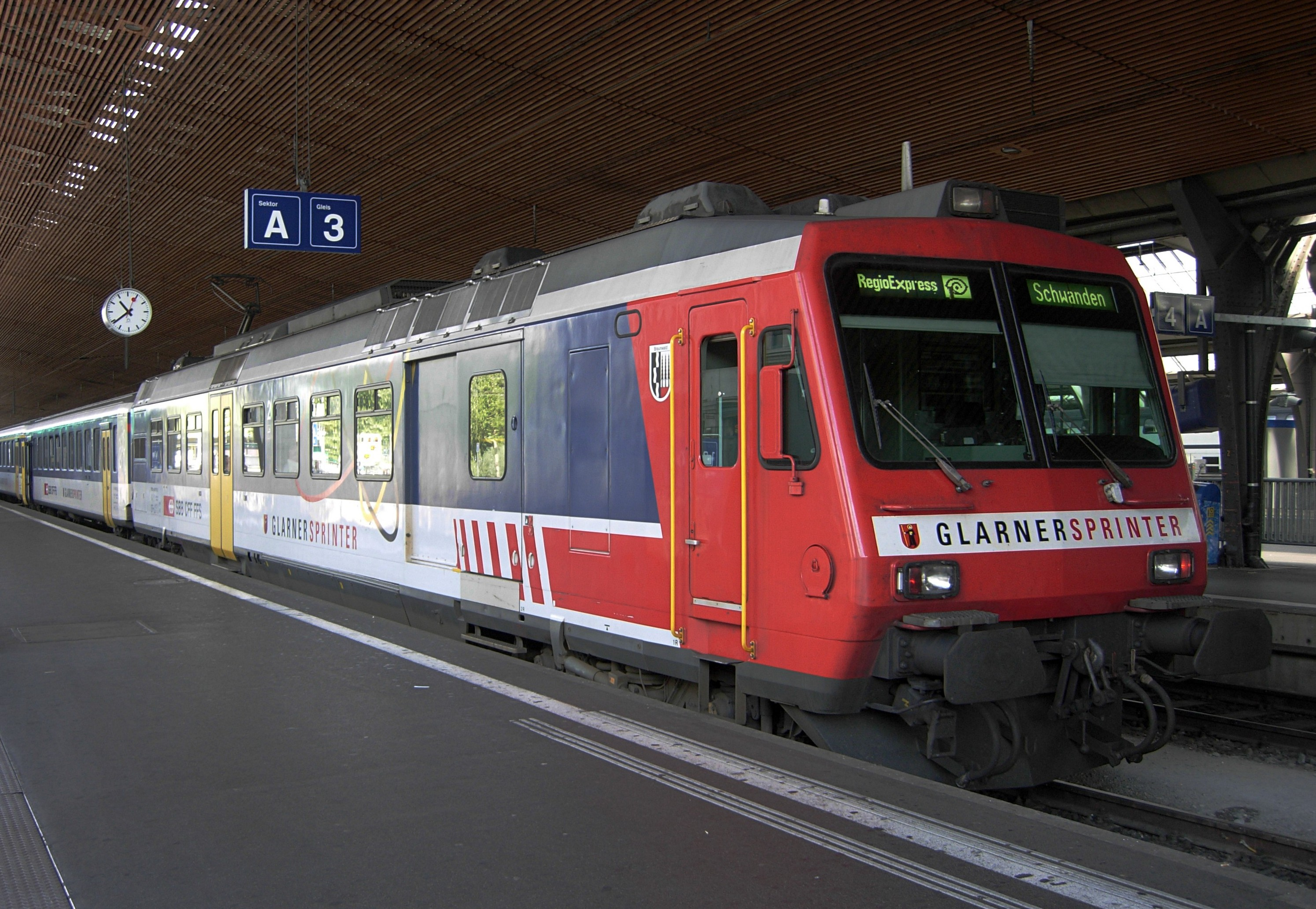
Vlak - Glarner Sprinter

Glarnské Alpy je významné pohoří středního Švýcarska. Rozkládá se na území kantonů Glarus, Graubünden, St. Gallen a Uri. Glarnské Alpy se vyznačují vysokými zaledněnými štíty, dlouhými údolími a jsou velmi dobře komunikačně přístupné. Nejvyšším vrcholem je nesnadno dostupný Tödi - 3 614 m. Největším ledovcem pohoří je Hufifirn (Hufigletscher).

## Geologie
Geologicky je tvořeno jak vápencovými útvary s množstvím krasových jevů, tak především krystalickými břidlicemi. Pohoří se řadí do Vnějších krystalických Alp.

## Poloha
Glarnské Alpy jsou od Appenzellských Alp na severu odděleny jezerem Walensee, západní hranici tvoří údolí Glarus, sedlo Klausenpass (1 948 m) a tok řeky Reuss. Jižní vymezení je jasně dáno tokem Předního Rýna od sedla Oberalppass po město Chur. Nejkratší východní hranici pak tvoří Rýn.

## Členění
Celá oblast Glarnských Alp je rozdělena do celkem 19 horských skupin.
- V blízkosti jezera Walensee je to skupina Mürtschenstock (2 441 m)
- V blízkosti soutěsek Tamina u Rýna se tyčí oblast Pizol (2 844 m)
- Nejvýchodnější část pohoří tvoří celek Calanda (2 806 m)
- Na něj na západě navazuje vysoký a zaledněný masiv Sardona (3 247 m)
- Přes menší území Vorab (3 028 m) se dostáváme do centra pohoří
- Střed Glarnských Alp tvoří vysoko vyzdvižené masivy Tödi (3 614 m)
- Jeho menší soused je rozlolžité horstvo skupiny Clariden (3 267 m)
- Na severovýchodě území jsou rozeklané masivy Schörhorn (3 295 m), Hochfullen (2 506 m) a Windgällen (3 188 m)
- Nejvíce na jihozápad vysunutou skupinou pohoří je druhý nejvyšší masiv Oberalpstock (3 328 m)

## Vrcholy
V pohoří Glarnské Alpy se nachází 49 vrcholů vyšších 3000 m :
| - Tödi (3614 m) - Tödi (Glarner Tödi) (3586 m) - Piz Dado (3432 m) - Bifertenstock (3421 m) - Tödi (Sandgipfel) (3390 m) - Piz Urlaun (3359 m) - Oberalpstock (3328 m) - Gross Schärhorn (3294 m) - Piz Frisal (3292 m) - Clariden (3267 m) - Gross Düssi (3256 m) - Cavistrau Grond (3252 m) - Ringelspitz (3247 m) - Chli Schärhorn (3234 m) - Cavistrau Pign (3220 m) - Chammliberg (3214 m) - Piz Cambrialas (3208 m) - Gross Windgällen (3188 m) - Hausstock (3158 m) - Gross Ruchen (3138 m) - Glaserhorn (3128 m) - Bündner Tödi (3124 m) - Claridenhorn (3119 m) - Tristelhorn (3114 m) | - Ruchi (3107 m) - Panärahörner (3106 m) - Heimstock (3102 m) - Piz Tumpiv (3101 m) - Piz Segnas (3099 m) - Piz Giuv (3096 m) - Muttenstock (3089 m) - Chli Oberälpler (3085 m) - Hinter Schiben (3084 m) - Rot Wichel (3084 m) - Crispalt (3076 m) - Chli Tödi (3076 m) - Piz Posta Biala (3074 m) - Bristen (3072 m) - Piz Cazarauls (3063 m) - Brichplanggen Stock (3061 m ) - Piz Nair (3059 m) - Piz Sardona (3056 m) - Chli Ruchi (3039 m) - Hinter Selbsanft (3029 m) - Vorab (3028 m) - Trinser Horn (3028 m) - Piz Ault (3027 m) - Glarner Vorab (3018 m) - Witenalpstock (3016 m) |

## Infrastruktura
Po severním okraji vede významná silnice přes sedlo Klausenpass, které zpřístupňuje především skupiny Clariden a Windgällen. Letovisko Linthal je výchozím bodem do oblasti nejvyššího vrcholu pohoří Tödi. Rovněž kvalitní silnice, vedoucí z Churu přes lázeňská sídla Ilanz a Disentis/Mustér na sedlo Oberalppass (2 040 m). umožňuje přístup do pohoří od jihu. K oblíbeným místům patří obce Flims a Schwyz (v okolí se nacházejí rozsáhlé krasové jeskyně). Města Linthal a Curych spojuje železniční express zvaný Glarner Sprinter.